# بوندس‌لیگا ۲ ۰۹–۲۰۰۸
بوندس‌لیگا ۲ ۰۹–۲۰۰۸ سی و پنجمین فصل از فصل بوندس‌لیگا ۲ بود. این فصل از ۱۵ اوت ۲۰۰۸ آغاز شد و در ۲۴ مهٔ ۲۰۰۹ به پایان رسید.
فرایبورگ اولین تیمی بود که پس از کسب عنوان قهرمانی، به بوندس‌لیگا ۱۰–۲۰۰۹ صعود کرد. باشگاه نورنبرگ در فصل ۱۰–۲۰۰۹ بوندس‌لیگا، در یک بازی رفت و برگشت پلی‌آف، انرژی کوتبوس، تیم بوندس‌لیگایی را شکست داد و به این ترتیب به بوندس‌لیگا صعود کرد.

## تغییرات فصل جدید
از فصل ۰۹–۲۰۰۸، فقط دو تیم به طور خودکار صعود می‌کنند. بازی‌های پلی‌آف سقوط دو مرحله‌ای بین تیم سوم آخر بوندس‌لیگا و تیم سوم بوندس‌لیگا ۲ در پایان فصل عادی دوباره برگزار خواهد شد. 
به همین ترتیب، به جای چهار تیم قبلی، فقط دو تیم انتهای جدول به طور خودکار به لیگا ۳ سقوط می‌کنند. تیم سوم آخر، یک بازی پلی‌آف دو مرحله‌ای را مقابل تیم سوم دسته سوم برای کسب جایگاه باقی‌مانده در بوندس‌لیگا ۲ انجام می‌دهد.

## گلزنان برتر
۱۶ گل
- بنیامین آئور (آلمانیا آخن)
- سدریک مکیادی (دویسبورگ)
- مارک مینتال (نورنبرگ)

۱۵ گل
- سامی العلاقی (گروتر فورث)
- بنجامین لاوت (مونیخ ۱۸۶۰)

۱۴ گل
- آریستید بانسی (ماینتس ۰۵)
- اریک یندریشک (کایزرسلاوترن)
- دورگ کوئه‌ماها (دویسبورگ)
- مایکل ترک (آگسبورگ)

۱۳ گل
- محمدو ادریسو (فرایبورگ)
- لارس توبورگ (روت وایس اهلن)